# Dalfors bruk
Dalfors bruk är ett före detta järnbruk i Dalfors, Ore socken, Rättviks kommun. Bruket ligger vid Dalforsån nära dess utlopp i Amungen.
Sommaren 1724 påträffade Sjuhl Ersson i Korsåsen och Erich Andersson i Finsthögst ett malmsträck på Gymåsberget i Alfta socken. Redan i januari 1725 inlämnade Anders Svab i Falun med medintressenter en ansökan om att få anlägga en hytta vid Selmån i Voxna socken för att utnyttja malmen härifrån. Samtidigt ansökte även Axel Johan Gripenhielm med en annan grupp finansiärer om att få anlägga ett bruk i Ore socken för att utnyttja malmen. Vid ett möte i Edsbyn 1724 enades de båda intressegrupperna tillsammans anlägga en hammarbyggnad mellan Skål- och Dalkarlsaspen och en masugn på lämplig plats i Ore socken. Kopparbergs bergslag hade dock så många invändningar mot projektet, att de föll, och de båda grupperna beslutade att dela malmfyndigheterna på Gymåsberget mellan sig med egna projekt. 
Anders Svab realiserade 1726 sitt projekt med ett bruk vid Selmån och anlade Voxnabruk. Gripenhielm övergav sina planer på en hammare mellan Skål- och Dalkarlsaspen, och fick i stället i maj 1726 privilegium på att anlägga en stångjärnshammare med två härdar vid Amundsböhle by och en masugn vid utloppet av sjön Tungsen. 1734 erhöll han tillstånd för anläggande av ännu en stångjärnshammare. För att erhålla tillräckligt med mark köpte han två tredjedelar av byn Amundsböhle, bland annat ett område avsett som majorsboställe vid Alfta kompani. Även ett hemman i Finsthögst inköptes. Som medintressenter hade han bland annat Anders Svab och Henric Gahn. 
1727 uppfördes hammaren och några arbetarbostäder vid övre forsen i Böhleån. Vid Knacknäs i Böhle uppfördes en mindre herrgård, som kom att användas som inspektorsbostad men aldrig av ägarna. När Gripenhielm besökte bruket bodde han i stället på en gård vid Finsthögst by. Samma år uppfördes masugnen i Tungsjö, ett bokhållarkontor och en bostadsbarack med 18 rum. Redan 1729 var produktionen i gång. Genom sin tjänst som landshövding fick Axel Johan Gripenhielm svårt att sköta bruket, och 1752 sålde han sin halva av bruket i Dalfors till brukspatron Jacob Lorentz Dahl. Samtidigt såldes den andra delen av bruket av Anders Svabs dödsbo till Erik Carlbaum och hans mor Margareta Brandberg. 1756 köpte Jacob Lorentz Dahl även andra hälften av bruket, först tillsammans med två bröder och från 1760 som ensam ägare. Han råkade dock i ekonomiska svårigheter som resulterade i konkurs, men först sedan Dahl avlidit i november 1771. Bruket övertogs av grosshandelsfirman Anders Plomgrens änka, som 1773 sålde bruket till Pehr Lindeberg. Han avled 1777 och bruket övertogs då av hans änka Margareta Amberg. Hon anställde 1778 Jacob Husselius att sköta driften och gifte sig 1779 med honom. Paret nekades dock krediter av Bergskollegium, och tvingades 1782 att överlåta bruket på sina förläggare, handelsfirman Tottie & Arfwedson, som drev bruket till 1793. 1793–1795 övergick bruket successivt i major Carl Johan Didrons ägo. Under hans tid fick bruket sin storhetsperiod. Främst tillverkade man spik och stångjärn, men brukets produktion av plogar blev mycket välkänd. Han erhöll 1797 tillstånd att flytta masugnen från Tungsen till den nedersta hammaren vid Dalfors. 
Efter Carl Johan Didrons död 1814 övertogs bruket av hans son Johan Herman Didron, som efter att ha avflyttat överlät bruket på sin son Wilhelm Anton Didron. Jordbruket vid Dalfors överläts samtidigt på en yngre bror. 1860 och 1861 sålde dock familjen Didron först ena och sedan andra halvan av Dalfors. Ägare blev brukspatron Johan Petter Jönsson. Hans ekonomiska ställning var dock svag och ekonomin blev med åren sämre. 1872 tvingades han avträda Dalfors bruk till sina förlagsmän Wilhelm Kempe och handelshuset E. J. Brusewitz och Richter. Kempe som övertogs driften beslutade snabbt att avveckla driften och efterhand flytta smederna till bruken i Ljusne och Voxna. Han kom i stället att satsa på avverkning av brukets skogstillgångar. Jordbruket och herrgården sålde han 1876 till Johan Reinhold Aspman, men denne gjorde konkurs 1877 och herrgården med jordbruk återgick till Kempe. 1881 överläts Dalfors bruk på Ljusne-Woxna AB som 1919 sålde det till Trävarubolaget Dalarna, som 1929 tvingades överlåta det på Göteborgs bank, som 1930 sålde det till Korsnäs Sågverks AB. 1968 skedde en sammanslagning av alla Kornärs-Marmas skogsägor i Orsa och Ore i rationaliseringssyfte, samtidigt som man bytte en hel del skog med Stora Kopparberget för att skapa större enheter.
Ett sågverk anlades i Dalfors 1907 av Karl Erik Westholm på mark köpt av AB Ljusne- Voxna vid Dalforsåns utlopp i Amungen. Sågverket såldes 1919 till Trävaruaktiebolaget Dalarna som lade ned driften 1930.